# A2 (Ivoorkust)
De A2 of Route nationale 2 (A2) is een autoweg in Ivoorkust, die van Abidjan in het zuiden naar het centrum en het westen van het land loopt. 
De weg verbindt de economische hoofdstad Abidjan en haar zeehaven met de steden en grotere plaatsen Dabou, Ndouci, Tiassalé, Divo, Lakota, Gagnoa, Guibéroua, Dignago en Issia. De weg kruist met de autowegen A4 (bij Gagnoa), A5 (bij Issia) om bij Groya te eindigen in de kruising met de A6. Bij Tiassalé is er een brug over de Bandama met een lengte van 300 meter die werd gebouwd in 1934 onder het Franse koloniale bestuur.